# Крутой (приток Большой Яклы)
Крутой — ручей в Сурском районе Ульяновской области. Левый приток Большой Яклы.
Длина ручья 10 км. Протекает по слабозаселённой местности. Исток в овраге Елшанка в 5-6 км к северо-востоку от села Никитино. Течёт на северо-северо-восток, в низовьях протекает у западной окраины деревни Чеботаевка (других населённых пунктов в бассейне нет) и впадает в Большую Яклу чуть ниже деревни.
Имеется мост через ручей в низовьях на автодороге Астрадамовка — Шатрашаны.

## Данные водного реестра
По данным государственного водного реестра России относится к Верхневолжскому бассейновому округу, водохозяйственный участок реки — Сура от Сурского гидроузла и до устья реки Алатырь, речной подбассейн реки — Сура. Речной бассейн реки — (Верхняя) Волга до Куйбышевского водохранилища (без бассейна Оки).
Код водного объекта в государственном водном реестре — 08010500312110000037460.